# Serie 529 de Renfe
La Serie 529 de Renfe, antiguamente denominada Serie 2900 de FEVE, es un modelo de vehículo automotor de vía estrecha utilizado en España a partir de 2010 por la empresa ferroviaria FEVE. Inicialmente ésta adjudicó a un consorcio liderado por CAF la construcción de doce unidades de tracción diésel hidráulica, derivados de la serie 2700, cuya contratación data del verano de 2009. Actualmente pertenecen a Renfe Operadora, tras la extinción de FEVE en 2012.

## Contrato

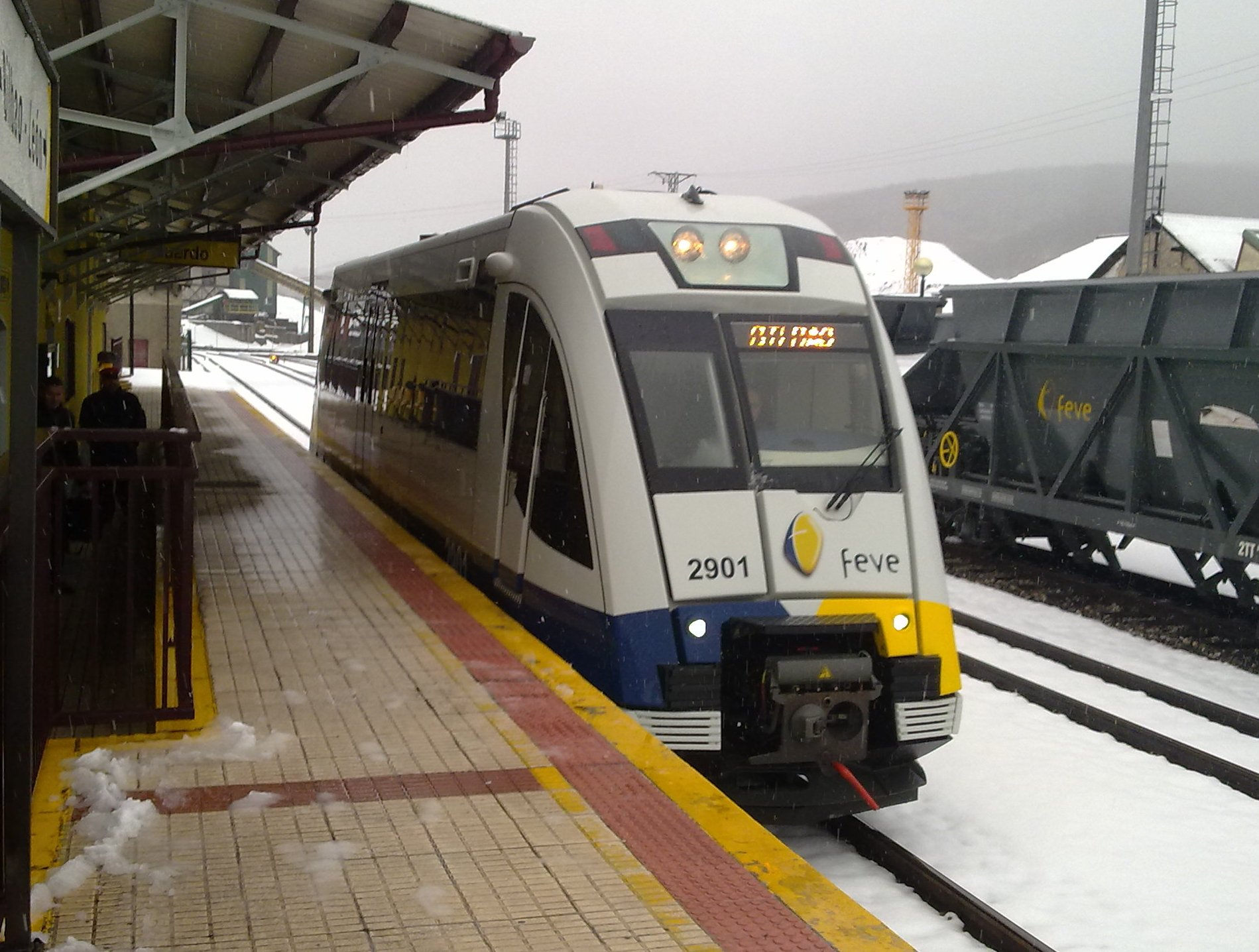
El 2901 en la estación de Guardo, cubriendo el servicio León-Bilbao del Ferrocarril de La Robla.

En sus orígenes la serie 2900 de FEVE estaba compuesta por 12 automotores bicabina de un solo coche y estaba destinada a líneas de tráfico débil. La serie procede de una modificación del contrato de la Serie 2700, al decidir FEVE, en verano de 2009, reducir de 23 a 17 el pedido de automotores de dos coches de esta serie y en contrapartida recibir 12 automotores bicabina de un solo coche que constituye la Serie 2900.
El sobrecoste fue de diez millones de euros; teniendo en cuenta el coste de cada unidad de dos coches de la serie 2700 de 3,26 millones €, el coste por unidad de la serie 2900 es de  2.42 millones €, lo que significa un costo por plaza de unos 71.119 euros para 34 plazas sentadas o de 48.361 euros si también se cuentan las 16 de pie (todo en € de diciembre de 2006).

## Características generales
La serie 2900 comparte la mayoría de sus características con los automotores de la serie 2700. Al igual que la S-2700, los 12 trenes de la S-2900 han sido construidos por CAF y Sunsundegui. Los trenes se diseñaron para que alcancen una velocidad máxima de 120 km/h aunque están limitados a 100 km/h.
Los trenes se propulsan gracias a un motor diésel MTU 0M 460 HLA -6H1800.R84, de seis cilindros horizontales en línea y 128 mm x 166 mm, con una cilindrada de 12.8 dm³, tienen bajos niveles sonoros y de emisiones de dióxido de carbono. Pueden funcionar entre 800 y 2000 rpm. La transmisión hidráulica es de VOITH (T211re.4 + retarder KB 190). Tiene dos bogies, de los cuales uno motor y uno remolque. La suspensión primaria es por muelles helicoidales y la secundaria neumática. El freno es por discos acoplados a la rueda y el de urgencia es por patines electromagnéticos en bogie portador.
Se pueden acoplar hasta cuatro composiciones Serie 2700 o Serie 2900 mediante enganches automáticos en mando múltiple. La longitud del automotor es de 17,7 metros, siendo uno de los trenes más cortos de la flota de Renfe.
Como sistema de seguridad los trenes disponen de ASFA digital (Sepsa, dos por coche), registrador de eventos y jurídico traintic, freno hidrodinámico, control de patinaje y deslizamiento, sistema de posicionamiento continuo GPS y comunicación con servidor central, basado en el equipo Stac Rail. Ayudas a la conducción, sistemas de evacuación de emergencia en su frontal, y circuito cerrado de televisión para videovigilancia.
Respecto a su interior, la S-2700 se ideó para servicios de baja demanda, por lo que dispone de 33 plazas sentadas con asientos orientables según el sentido de la marcha, dotados de reposacabezas y reposabrazos y con tapizado ignífugo y una plaza para PMR. Los trenes cuentan con las máximas condiciones de accesibilidad para personas de movilidad reducida, quienes cuentan con una zona reservada dentro de cada tren y con rampa automática en cada puerta. El interiorismo es cuidado y los trenes cuentan con aire acondicionado, pantallas para la emisión de videos, megafonía, paneles de señalización y sonorización independiente para cada asiento. Cada unidad cuenta con una puerta de acceso por costado, las cuales se accionan de manera eléctrica.

## Cronología
- Noviembre 2010. Presentación de la  unidad 2901 en León.